# Giselle Kañevsky

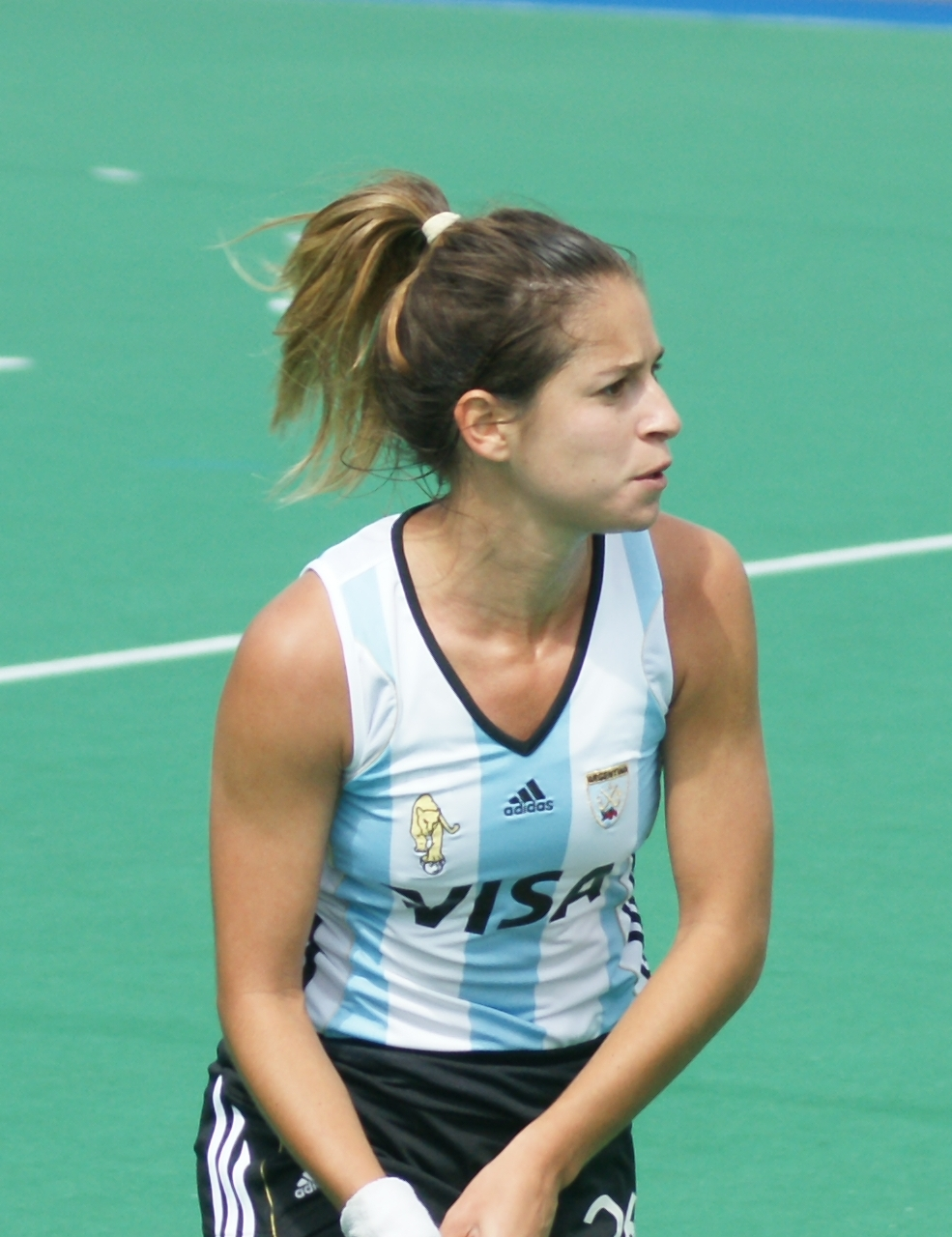
Giselle Kañevsky (2009)

Giselle „Gisi“ Andrea Kañevsky (* 4. August 1985 in Buenos Aires) ist eine ehemalige argentinische Hockeyspielerin. Sie gewann mit der argentinischen Nationalmannschaft bei Olympischen Spielen eine Bronzemedaille und war Weltmeisterin 2010 sowie Weltmeisterschaftsdritte 2006.

## Sportliche Karriere
Die 1,62 m große Verteidigerin war von 2006 bis 2011 Mitglied der argentinischen Nationalmannschaft, nach acht Jahren Pause kehrte sie 2019 ins Team zurück. Sie bestritt über 150 Länderspiele.
Giselle Kañevsky wurde 2005 Fünfte bei den Junioren-Weltmeisterschaften. 2006 bei der Weltmeisterschaft in Madrid belegten die Argentinierinnen in der Vorrunde den zweiten Platz hinter den Australierinnen. Im Halbfinale unterlagen sie den Niederländerinnen mit 1:3, im Spiel um Bronze besiegten sie die Spanierinnen mit 5:0. Giselle Kañevsky wurde in drei Spielen eingewechselt, unter anderem im Spiel um Bronze. 2007 gewann Kañevsky mit der argentinischen Mannschaft den Titel bei den Panamerikanischen Spielen in Rio de Janeiro. Bei den Olympischen Spielen 2008 in Peking belegten die Argentinierinnen in ihrer Vorrundengruppe den zweiten Platz hinter den Deutschen, wobei die Argentinierinnen den direkten Vergleich mit 4:0 gewonnen hatten. Im Halbfinale unterlagen sie den Niederländerinnen mit 2:5. Im Spiel um den dritten Platz trafen die Argentinierinnen wieder auf die Deutschen und siegten mit 3:1. Kañevsky war in sechs Spielen dabei.
2010 war Argentinien gastgebende Nation bei der Weltmeisterschaft in Rosario. Die argentinische Mannschaft gewann alle fünf Spiele der Vorrunde. Im Halbfinale besiegten die Argentinierinnen die deutsche Mannschaft mit 2:1 und im Finale gewannen sie mit 3:1 gegen die Niederländerinnen. Kañevsky war in fünf von sieben Spielen dabei. Nach acht Jahren Pause kehrte Kañevsky 2019 in die Nationalmannschaft zurück. 2019 gewann die argentinische Mannschaft die Goldmedaille bei den Panamerikanischen Spielen in Lima.
Giselle Kañevsky spielte auf Vereinsebene für Náutico Hacoaj. Nach 2008 war sie zeitweilig in den Niederlanden bei Haagsche Delftsche Mixed.
2024 wurde Giselle Kañevsky in die International Jewish Sports Hall of Fame aufgenommen.